# Fussball Club Luzern
El Fussball Club Luzern (en català FC Lucerna) és un club suís de futbol de la ciutat de Lucerna.

## Història
El FC Luzern va ser fundat el 12 d'agost del 1901. Els seus colors són el blau i blanc, trets del Cantó de Lucerna i de l'escut d'armes de la ciutat. Els seus majors èxits són la lliga aconseguida l'any 1989 i les copes dels anys 1960 i 1992 i 2021.
L'equip juga els partits com a local a l'estadi Swissporarena inaugurat el 2011.

## Palmarès[3]
- 1 Lliga suïssa de futbol: 1989
- 3 Copa suïssa de futbol: 1960, 1992, 2021